# Кварата
Кварата (итал. Quarrata) је насеље у Италији у округу Пистоја, региону Тоскана.
Према процени из 2011. у насељу је живело 9805 становника. Насеље се налази на надморској висини од 48 м.

## Становништво
| 1931.  | 1936.  | 1951.  | 1961.  | 1971.  | 1981.  | 1991.  | 2001.  | 2011.  |
| ------ | ------ | ------ | ------ | ------ | ------ | ------ | ------ | ------ |
| 13.427 | 13.330 | 13.157 | 14.671 | 17.370 | 20.350 | 21.020 | 22.683 | 25.378 |